# 楊士芳

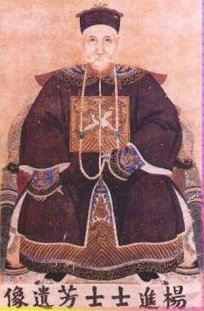
楊士芳像

楊士芳（1826年—1903年），乳名文梓、字蘭如、號芸堂，福建臺灣噶瑪蘭廳（今臺灣宜蘭縣宜蘭市）人，清朝政治人物，同進士出身。清朝戰敗割讓台灣時，是當時台灣唯一沒有內渡大陸的進士。

## 生平
楊士芳自幼隨父母務農，15歲時見舉人黃纘緒光榮返鄉，遂向其父爭取讀書機會，但直至17歲時才於私塾就讀。隔年，家中遭泰雅族人攻擊，母逝父重傷。後於年底搬家，楊士芳因此輟學。
道光25年（1845年），20歲的因楊士芳腿傷無法耕作，其兄建議其父讓楊士芳復學。
同治元年（1862年）鄉試中舉人，同治七年（1868年）中三甲一百一十八名進士，欽點浙江省即用知縣，加同知五品官銜。不久因父喪丁憂，未能赴任。光緒八年（1882年）任宜蘭縣掌教仰山書院祭酒。
光緒二十一年（1895年）馬關條約，割讓福建臺灣省之後，日軍欲利用其的聲望，平定各地反抗，特任命其為救民局委員，參與防備。次年楊士芳出任宜蘭廳參事，翌年獲佩紳章。卒於明治三十六年（1903年）一月十日。

## 遺跡
- 開蘭進士楊士芳旗杆座